# Distretto di Chongos Alto
Il distretto di Chongos Alto  è uno dei ventotto distretti della provincia di Huancayo, in Perù. Si trova nella regione di Junín e si estende su una superficie di  701,75 chilometri quadrati.